# Bojky (rejon bohorodczański)
Bojky (ukr. Бойки) – wieś na Ukrainie, w  obwodzie iwanofrankiwskim, w rejonie bohorodczańskim.